# Taiko no Tatsujin
Taiko no Tatsujin (太鼓の達人, littéralement "Maitre du Taiko") est une série de jeux vidéo de rythme créé par Namco, initialement commercialisée sur borne d'arcade en 2001.

## Système de jeu
Le gameplay est basé sur l'utilisation de taiko : le joueur doit frapper avec des baguettes sur les percussions en suivant les notes d'un morceau musical avec des symboles qui défilent à l'écran.

## Musique
Les musiques des jeux Taiko no Tatsujin sont variées. On retrouve de la musique parmi ces genres : des thèmes d'animes (Naruto, Evangelion, Dragon Ball Z, Bleach, etc.), des thèmes de jeux vidéo (Xevious, Mario Bros., etc.), de la J-pop, de la musique classique de Bach à Mozart en passant par Beethoven (du son classique pur au remix rock), des thèmes populaires (plusieurs versions du thème musical de Noël), de la musique traditionnelle japonaise et même de la country.

## Liste des jeux
Hormis les bornes d'arcade, les jeux sont sortis sur diverses consoles et sur appareils mobiles, notamment sur iOS, le système d'exploitation de l'iPhone. La majorité des premiers jeux sont sortis uniquement au Japon, à l'exception de Taiko Drum Master sorti en Amérique du Nord en 2004 et Taiko no Tatsujin: Drum Session! sorti en 2018. Depuis Taiko no Tatsujin: Drum 'n' Fun! sorti sur Nintendo Switch , les jeux sont disponibles mondialement.

### Borne d'arcade
- Taiko no Tatsujin (太鼓の達人?) - février 2001 (Namco System 10)
- Taiko no Tatsujin 2 (太鼓の達人2?) - août 2001 (Namco System 10)
- Taiko no Tatsujin 3 (太鼓の達人3?) - mars 2002 (Namco System 10)
- Taiko no Tatsujin 4 (太鼓の達人4?) - décembre 2002 (Namco System 10)
- Taiko no Tatsujin 5 (太鼓の達人5?) - octobre 2003 (Namco System 10)
- Taiko no Tatsujin 6 (太鼓の達人6?) - septembre 2004 (Namco System 10)
- Taiko no Tatsujin 7 (太鼓の達人7?) - septembre 2005 (Namco System 246)
- Taiko no Tatsujin 8 (太鼓の達人8?) - mars 2006 (Namco System 246)
- Taiko no Tatsujin 9 (太鼓の達人9?) - décembre 2006 (Namco System 246)
- Taiko no Tatsujin 10 (太鼓の達人10?) - septembre 2007 (Namco System 246)
- Taiko no Tatsujin 11 (太鼓の達人11?) - mars 2008 (Namco System 246)
- Taiko no Tatsujin 12 (太鼓の達人12?) -  décembre 2008
- Taiko no Tatsujin 12 Doon! To Zoryo Ban (太鼓の達人12ドーン!と増量版?) -  juillet 2009
- Taiko no Tatsujin 13 (太鼓の達人13?) -  décembre 2009
- Taiko no Tatsujin 14 (太鼓の達人14?) -  été 2010
- Taiko no Tatsujin (2011) (太鼓の達人?) -  novembre 2011
- Taiko no Tatsujin Sorairo Version (太鼓の達人 ソライロver.?) -  mars 2013
- Taiko no Tatsujin Momoiro Version (太鼓の達人 モモイロver.?) -  décembre 2013
- Wadaiko Master -  mai 2014
- Taiko no Tatsujin Kimidori Version (太鼓の達人 キミドリver.?) -  juillet 2014
- Taiko no Tatsujin Murasaki Version (太鼓の達人 ムラサキver.?) -  mars 2015
- Taiko no Tatsujin White Version (太鼓の達人 オワイトver.?) -  décembre 2015
- Taiko no Tatsujin Red Version (太鼓の達人 レッドver.?) -  juillet 2016
- Taiko no Tatsujin Yellow Version (太鼓の達人 イエローver.?) -  mars 2017
- Taiko no Tatsujin Blue Version (太鼓の達人 ブルーver.?) -  avril 2018
- Taiko no Tatsujin Green Version (太鼓の達人 グリーンver.?) -  mai 2019
- Taiko no Tatsujin Nijiiro Version (太鼓の達人?) -  mars 2020

### PlayStation 2
Les versions PlayStation 2 peuvent être jouées avec le contrôleur TaTaCon, un contrôleur spécial qui ressemble à un tambour taiko.
- Taiko no Tatsujin: TATAKON de DODON ga DON (太鼓の達人 タタコンでドドンがドン?) - 24 octobre 2002
- Taiko no Tatsujin: DOKI! Shinkyoku Darake no Haru Matsuri (太鼓の達人 ドキッ! 新曲だらけの春祭り?) - 27 mars 2003
- Taiko no Tatsujin: Appare Sandaime (太鼓の達人 あっぱれ三代目?) - 30 octobre 2003
- Taiko no Tatsujin: Waku Waku ANIME Matsuri (太鼓の達人 わくわくアニメ祭り?) - 18 décembre 2003
- Taiko no Tatsujin: Atsumare! Matsuri da!! Yondaime (太鼓の達人 あつまれ! 祭りだ!! 四代目?) - 22 juillet 2004
- Taiko no Tatsujin: GO! GO! Godaime (太鼓の達人 ゴー! ゴー! 五代目?) - 9 décembre 2004
- Taiko no Tatsujin: TAIKO DRUM MASTER (太鼓の達人 TAIKO DRUM MASTER?) - 26 octobre 2004 en Amérique du Nord, 17 mars 2005 au Japon
- Taiko no Tatsujin: Tobikkiri! ANIME SUPESHARU (太鼓の達人 とびっきり! アニメスペシャル?) - 4 août 2005
- Taiko no Tatsujin: Wai Wai HAPPI- Rokudaime (太鼓の達人 わいわいハッピー! 六代目?) - 8 décembre 2005
- Taiko no Tatsujin: DON-KA! to Oomori Nanadaime (太鼓の達人 ドンカッ！と大盛り 七代目?) - 7 décembre 2006

### PlayStation Portable
- Taiko no Tatsujin Portable (太鼓の達人 ぽ～たぶる?) - 4 août 2005
- Taiko no Tatsujin Portable 2 (太鼓の達人 ぽ～たぶる2?) - 7 septembre 2006
- Taiko no Tatsujin Portable DX (太鼓の達人 ぽ～たぶるDX?) - 14 juillet 2011

### Nintendo DS
Les versions Nintendo DS utilisent l'écran tactile tel un tambour taiko interactif.
- Taiko no Tatsujin DS: Touch de Dokodon (太鼓の達人 DS タッチでドコドン?) - 26 juillet 2007
- Meccha! Taiko no Tatsujin DS: 7tsu no Shima no Daibouken (めっちゃ! 太鼓の達人DS 7つの島の大冒険?) - 24 avril 2008
- Taiko no Tatsujin DS Dororon! Youkai Daikessen !! (太鼓の達人ＤＳ ドロロン！ヨーカイ大決戦！！?) - 1er juillet 2010

### Wii
Les versions Wii peuvent être jouées avec le contrôleur TaTaCon Wii, un contrôleur spécial qui ressemble à un tambour taiko.
- Taiko no Tatsujin Wii (太鼓の達人 WII?) - 11 décembre 2008
- Taiko no Tatsujin Wii Dodoon to 2 Daime! (太鼓の達人Wii　ドドーンと2代目！?) - 19 novembre 2009
- Taiko no Tatsujin Wii: Minna de Party 3 Daime (太鼓の達人Wii みんなでパーティ☆3代目！?) - 2 décembre 2010
- Taiko no Tatsujin Wii: Kettei-Ban (太鼓の達人Ｗｉｉ 決定版?) - 23 novembre 2011
- Taiko no Tatsujin Wii: Chogouka-Ban (太鼓の達人Wii 超ごうか版?) - 29 novembre 2012

### Nintendo 3DS
Les versions Nintendo 3DS utilisent l'écran tactile de la même manière que sur Nintendo DS.
- Taiko no Tatsujin: Chibi Dragon to Fushigi na Orb (太鼓の達人 ちびドラゴンと不思議なオーブ?) - 12 juillet 2012
- Taiko no Tatsujin: Don to Katsu no Jikū Daibōken (太鼓の達人 どんとかつの時空大冒険?) - 26 juin 2014
- Taiko no Tatsujin: Dokodon! Mystery Adventure (太鼓の達人 ドコドン！ミステリーアドベンチャー?) - 16 juin 2016

### Wii U
Les versions Wii U sont également compatibles avec le contrôleur TaTaCon Wii.
- Taiko no Tatsujin: Wii U Version! (太鼓の達人 Wii Uば～じょん！?) - 21 novembre 2013
- Taiko no Tatsujin: Tokumori! (太鼓の達人 特盛り！?) - 20 novembre 2014
- Taiko no Tatsujin: Atsumete ★ Tomodachi daisakusen! (太鼓の達人 あつめて★ともだち大作戦！?) - 26 novembre 2015

### PlayStation Vita
- Taiko no Tatsujin: V version (太鼓の達人 Vバージョン?) - 9 juillet 2015

### PlayStation 4
- Taiko no Tatsujin: Drum Session! (太鼓の達人 セッションでドドンがドン！, Taiko no Tatsujin: Sesshon de Dodon Ga Don!?) - 26 octobre 2017 au Japon, 2 novembre 2018 en Europe uniquement en dématérialisé.

### Nintendo Switch
Les versions Switch peuvent être jouées avec le controleur TaTaCon, l'écran tactile (mode portable uniquement), ou les commandes par mouvement avec les Joy-Con.
- Taiko no Tatsujin: Drum 'n' Fun! (太鼓の達人 Nintendo Switchば~じょん!, Taiko no Tatsujin: Nintendo Switch Bājon!?) - 26 octobre 2017 au Japon, 2 novembre 2018 mondial.
- Taiko no Tatsujin: Rhythmic Adventure Pack regroupant 2 opus de la Nintendo 3DS Taiko no Tatsujin: Dokodon! Mystery Adventure (太鼓の達人 ドコドン！ミステリーアドベンチャー?) et Taiko no Tatsujin: Dokodon! Mystery Adventure (太鼓の達人 ドコドン！ミステリーアドベンチャー?) - 2 décembre 2020
- Taiko no Tatsujin: Rhythm Festival - 2022

### Microsoft Windows, Xbox One, Xbox Series
- Taiko no Tatsujin: The Drum Master! - 27 janvier 2022

### Appareils mobiles

#### iPhone
- Taiko no Tatsujin (太鼓の達人?) - 1er février 2010
- Taiko no Tatsujin 2 (太鼓の達人２?)
- Taiko no Tatsujin + (太鼓の達人+?) - 28 mai 2010
- Taiko no Tatsujin Pop Tap Beat (Apple Arcade) - 2 avril 2021

#### Autres
- Taiko no Tatsujin Pop Monthly (太鼓之達人 流行月租?) - 2 janvier 2008 (uniquement à Taïwan)
- Taiko no Tatsujin Mobile (太鼓の達人 もばいる?) - 20 mars 2008